# Union pan-soviétique des associations d'écrivains prolétariens
L'Union pan-soviétique des associations d'écrivains prolétariens russe : Всесоюзное объединение Ассоциаций пролетарских писателей), en abrégé VOAPP (ВОАПП) est une association littéraire soviétique qui a existé de 1928 à 1932.

## Historique
LA VOAPP a été créée lors d'un congrès réunissant en 1928 à Moscou des « écrivains prolétariens » et personnalités littéraires de 30 nationalités de l'Union soviétique.
Sont notamment entrés dans la VOAPP les associations des écrivains prolétaires de la RSFSR (RAPP), de la République socialiste soviétique d'Ukraine (VUSPP (ru)), de Biélorussie, de Transcaucasie, du Turkménistan et d'Ouzbékistan et le groupe la Forge.
Elle est dissoute par un décret du comité central du PCUS(b) «Sur la restructuration des organismes littéraires et artistiques» du 23 avril 1932, de même que la RAPP et Proletkoult, conformément aux décisions du XVIe congrès du PCUS(b).